# روبرت جيه ثاكر
روبرت جيه ثاكر (بالإنجليزية: Robert J. Thacker)‏ هو عالم فلك كندي، أستاذ في قسم الفلك والفيزياء في جامعة سانت ماري في هاليفاكس، نوفا سكوشا، مدير مركز التوعية العلمية في سانت ماري، ورئيس الجمعية الفلكية الكندية. وهو أيضًا عضو مجلس إدارة في الجمعية الفلكية الملكية لكندا.

## التعليم
حصل ثاكر على بكالوريوس العلوم في الفيزياء الرياضية من جامعة نوتنغهام في عام 1992. حصل على درجة ماجستير العلوم في الرياضيات من كلية كينجز لندن في عام 1993 ودكتوراه في الفيزياء من جامعة ألبرتا في عام 1999.

## مسيرته المهنية
يستخدم ثاكر المحاكاة الحاسوبية لدراسة هيكل واسع النطاق للكون وتشكيل المجرة.

### المشاركة العامة
في عام 2009، ألقى ثاكر العديد من المحاضرات العامة وشارك في أكثر من 350 مقابلة إعلامية وبرامج علوم.
شارك ثاكر في استضافة 46 حلقة من العرض ملفات العلوم على محطة CJNI الإذاعية في هاليفاكس في عام 2016، وشارك في استضافة مقطع مدته ساعة ملفات العلوم في غضون عرض ريك هاو، بعد أن تم إلغاء العرض الأصلي. وهو أيضًا مضيف أصوات العلم على راديو سي بي سي برنامج ماين ستريت إن إس.

## الجوائز والتقدير
حصل ثاكر على المستوى 2 من معقد البحث الكندي في علم الفلك والفيزياء الفلكية 2007-2017.
حصل على جائزة نوفا سكوشا «بطل العلوم» من مركز الاكتشاف في نوفا سكوشا في عام 2015. في عام 2018، حصل على جائزة قيلاك للاتصالات الفلكية والتعليم العام والتوعية من الجمعية الفلكية الكندية.